# Municipio de Red Oak (Misuri)
El municipio de Red Oak (en inglés: Red Oak Township) es un municipio ubicado en el condado de Lawrence en el estado estadounidense de Misuri. En el año 2010 tenía una población de 410 habitantes y una densidad poblacional de 3,81 personas por km².

## Geografía
El municipio de Red Oak se encuentra ubicado en las coordenadas 37°14′16″N 94°0′18″O / 37.23778, -94.00500. Según la Oficina del Censo de los Estados Unidos, el municipio tiene una superficie total de 107.55 km², de la cual 106,9 km² corresponden a tierra firme y (0,6 %) 0,64 km² es agua.

## Demografía
Según el censo de 2010, había 410 personas residiendo en el municipio de Red Oak. La densidad de población era de 3,81 hab./km². De los 410 habitantes, el municipio de Red Oak estaba compuesto por el 97,07 % blancos, el 0,24 % eran afroamericanos, el 0,24 % eran amerindios, el 0,98 % eran de otras razas y el 1,46 % eran de una mezcla de razas. Del total de la población el 2,44 % eran hispanos o latinos de cualquier raza.